# Haliclona translucida
Espèce
Haliclona translucida est une espèce d'éponges de la famille des Chalinidae.

## Distribution
L'espèce est décrite des côtes de l'île de Pâques, dans l'océan Pacifique.

## Taxinomie
L'espèce Haliclona translucida est décrite en 1990 par Ruth Desqueyroux-Faúndez.

### Référence taxinomique
- (en) WoRMS : espèce Haliclona translucida Desqueyroux-Faúndez, 1990 (consulté le 15 mars 2022)